# Campionati mondiali di sci d'erba 2015
La diciannovesima edizione dei Campionati mondiali di sci d'erba si sono svolti in Italia, a Tambre, in provincia di Belluno dal 2 al 5 settembre 2015.

## Risultati

### Uomini

#### Supergigante
| Posizione | Atleta           | Nazione   | Tempo |
| --------- | ---------------- | --------- | ----- |
| 1         | Mattia Arrigoni  | Italia    | 38.03 |
| 2         | Fausto Cerentin  | Italia    | 38.13 |
| 3         | Michael Stocker  | Austria   | 38.23 |
| 4         | Jan Nemec        | Rep. Ceca | 38.35 |
| 5         | Martin Stepanek  | Rep. Ceca | 38.50 |
| 6         | Benjamin Bennett | Germania  | 38.77 |
| 7         | Edoardo Frau     | Italia    | 38.81 |
| 8         | Lorenzo Gritti   | Italia    | 38.89 |
| 9         | Mirko Hueppi     | Svizzera  | 38.95 |
| 10        | Pietro Guerini   | Italia    | 39.14 |

Data: Mercoledi, 2 settembre 2015

Ore: 11:0y0

Partenza: 1158 m, arrivo: 1051 m

Dislivello: 107 m

Pendenza media: 14%

#### Supercombinata
| Posizione | Atleta           | Nazione   | Tempo   |
| --------- | ---------------- | --------- | ------- |
| 1         | Jan Nemec        | Rep. Ceca | 1:05.63 |
| 2         | Michael Stocker  | Austria   | 1:06.01 |
| 3         | Mirko Hueppi     | Svizzera  | 1:06.14 |
| 4         | Martin Stepanek  | Rep. Ceca | 1:06.35 |
| 5         | Marc Zickbauer   | Austria   | 1:06.63 |
| 6         | Fausto Cerentin  | Italia    | 1:06.73 |
| 7         | Pietro Guerini   | Italia    | 1:07.12 |
| 8         | Benjamin Bennett | Germania  | 1:07.30 |
| 9         | Andrea Notaris   | Italia    | 1:07.42 |
| 10        | Lukas Kolouch    | Rep. Ceca | 1:07.78 |

Data: Giovedì, 3 settembre 2015

Ore: 10:00

Supergigante Partenza: 1158 m, arrivo: 1051 m

Dislivello: 107 m

Pendenza media: 14%

Slalom Partenza: 1143 m, arrivo: 1058 m

Dislivello: 85 m

Pendenza media: 11%

#### Gigante
| Posizione | Atleta               | Nazione   | Tempo   |
| --------- | -------------------- | --------- | ------- |
| 1         | Fausto Cerentin      | Italia    | 1:05.17 |
| 2         | Michael Stocker      | Austria   | 1:05.53 |
| 3         | Jan Nemec            | Rep. Ceca | 1:05.56 |
| 4         | Martin Stepanek      | Rep. Ceca | 1:05.66 |
| 5         | Mirko Hueppi         | Svizzera  | 1:06.05 |
| 5         | Morteza Jafari Seyed | Iran      | 1:06.05 |
| 7         | Benjamin Bennett     | Germania  | 1:06.11 |
| 8         | Edoardo Frau         | Italia    | 1:06.27 |
| 9         | Marc Zickbauer       | Austria   | 1:06.29 |
| 10        | Hannes Angerer       | Austria   | 1:06.36 |

Data: Sabato, 5 settembre 2015

Ore: 10:00

Partenza: 1158 m, arrivo: 1061 m

Dislivello: 97 m

Pendenza media: 13%

#### Slalom
| Posizione | Atleta               | Nazione   | Tempo   |
| --------- | -------------------- | --------- | ------- |
| 1         | Michael Stocker      | Austria   | 1:02.66 |
| 2         | Jan Nemec            | Rep. Ceca | 1:02.71 |
| 3         | Martin Stepanek      | Rep. Ceca | 1:03.30 |
| 4         | Edoardo Frau         | Italia    | 1:03.87 |
| 5         | Marc Zickbauer       | Austria   | 1:04.06 |
| 6         | Fausto Cerentin      | Italia    | 1:04.14 |
| 7         | Hannes Angerer       | Austria   | 1:04.18 |
| 8         | Morteza Jafari Seyed | Iran      | 1:04.79 |
| 9         | Benjamin Bennett     | Germania  | 1:04.80 |
| 10        | Lukas Kolouch        | Rep. Ceca | 1:04.85 |

Data: Venerdi, 4 settembre 2015

Ore: 11:00

Partenza: 1143 m, arrivo: 1058 m

Dislivello: 85 m

Pendenza media: 11%

### Donne

#### Supergigante
| Posizione | Atleta             | Nazione    | Tempo |
| --------- | ------------------ | ---------- | ----- |
| 1         | Barbara Mikova     | Slovacchia | 40.48 |
| 2         | Adela Kettnerova   | Rep. Ceca  | 41.10 |
| 3         | Antonella Manzoni  | Italia     | 41.43 |
| 4         | Daniela Krueckel   | Austria    | 41.84 |
| 5         | Kristin Hetfleisch | Austria    | 41.99 |
| 6         | Ingrid Hirschhofer | Austria    | 42.06 |
| 7         | Chisaki Maeda      | Giappone   | 42.23 |
| 8         | Lisa Wusits        | Austria    | 42.24 |
| 9         | Jacqueline Gerlach | Austria    | 42.79 |
| 10        | Yukiyo Shintani    | Giappone   | 42.87 |

Data: Mercoledì, 2 settembre 2015

Ore: 11:00

Partenza: 1158 m, arrivo: 1051 m

Dislivello: 107 m

Pendenza media: 14%

#### Supercombinata
| Posizione | Atleta             | Nazione    | Tempo   |
| --------- | ------------------ | ---------- | ------- |
| 1         | Barbara Mikova     | Slovacchia | 1:11.53 |
| 2         | Antonella Manzoni  | Italia     | 1:12.09 |
| 3         | Chisaki Maeda      | Giappone   | 1:12.69 |
| 4         | Kristin Hetfleisch | Austria    | 1:12.91 |
| 5         | Daniela Krueckel   | Austria    | 1:13.22 |
| 6         | Ingrid Hirschhofer | Austria    | 1:13.59 |
| 7         | Jacqueline Gerlach | Austria    | 1:13.87 |
| 8         | Yukiyo Shintani    | Giappone   | 1:13.95 |
| 9         | Ilaria Sommavilla  | Italia     | 1:14.79 |
| 10        | Karolina Rasovska  | Rep. Ceca  | 1:14.97 |

Data: Giovedì, 3 settembre 2015

Ore: 10:00

Supergigante Partenza: 1158 m, arrivo: 1051 m

Dislivello: 107 m

Pendenza media: 14%

Slalom Partenza: 1143 m, arrivo: 1058 m

Dislivello: 85 m

Pendenza media: 11%

#### Gigante
| Posizione | Atleta             | Nazione    | Tempo   |
| --------- | ------------------ | ---------- | ------- |
| 1         | Barbara Mikova     | Slovacchia | 1:08.73 |
| 2         | Antonella Manzoni  | Italia     | 1:09.28 |
| 3         | Kristin Hetfleisch | Austria    | 1:10.48 |
| 4         | Daniela Krueckel   | Austria    | 1:10.86 |
| 5         | Jacqueline Gerlach | Austria    | 1:11.15 |
| 6         | Ingrid Hirschhofer | Austria    | 1:11.43 |
| 7         | Yukiyo Shintani    | Giappone   | 1:11.49 |
| 8         | Ilaria Sommavilla  | Italia     | 1:12.48 |
| 9         | Chisaki Maeda      | Giappone   | 1:12.58 |
| 10        | Lisa Wusits        | Austria    | 1:13.62 |

Data: Sabato, 5 settembre 2015

Ore: 10:00

Partenza: 1158 m, arrivo: 1061 m

Dislivello: 97 m

Pendenza media: 13%

#### Slalom
| Posizione | Atleta             | Nazione    | Tempo   |
| --------- | ------------------ | ---------- | ------- |
| 1         | Chisaki Maeda      | Giappone   | 1:07.70 |
| 2         | Lisa Wusits        | Austria    | 1:09.07 |
| 3         | Jacqueline Gerlach | Austria    | 1:09.81 |
| 4         | Barbara Mikova     | Slovacchia | 1:09.92 |
| 5         | Kristin Hetfleisch | Austria    | 1:09.93 |
| 6         | Adela Kettnerova   | Rep. Ceca  | 1:10.06 |
| 7         | Yukiyo Shintani    | Giappone   | 1:10.10 |
| 8         | Ingrid Hirschhofer | Austria    | 1:10.45 |
| 9         | Daniela Krueckel   | Austria    | 1:10.70 |
| 10        | Ilaria Sommavilla  | Italia     | 1:11.05 |

Data: Venerdì, 4 settembre 2015

Ore: 10:00

Partenza: 1143 m, arrivo: 1058 m

Dislivello: 85 m

Pendenza media: 11%

## Medagliere per nazioni
| Nazione    | Oro | Argento | Bronzo | Totale |
| ---------- | --- | ------- | ------ | ------ |
| Slovacchia | 3   | 0       | 0      | 3      |
| Italia     | 2   | 3       | 1      | 6      |
| Austria    | 1   | 3       | 3      | 7      |
| Rep. Ceca  | 1   | 2       | 2      | 5      |
| Giappone   | 1   | 0       | 1      | 2      |
| Svizzera   | 0   | 0       | 1      | 1      |